# 穆哈吉爾人
穆哈吉爾人（烏爾都語：مہاجر，拉丁化拼寫作Muhajir、Mahajir 或 Mohajir 等）是由多民族混合而成的穆斯林移民和難民，以及他們在印巴分治後從印度各地遷移至新成立的巴基斯坦的的後裔。 該詞指的是來自印度的穆斯林移民，他們大多定居在信德的城市地區，取代了當地的信德人。他们是印裔巴基斯坦人的一部分。
他們主要使用的語言有烏爾都語及拉賈斯坦語等。